# Lohma (Pleystein)
Lohma ist ein Gemeindeteil der Stadt Pleystein im Oberpfälzer Landkreis Neustadt an der Waldnaab in Bayern.

## Geographie
Das Dorf liegt am Zottbach im südlichen Gemeindegebiet direkt an der Autobahn A6 Nürnberg–Prag. Zu Lohma gehört die Lohma-Siedlung nördlich der Autobahn.

## Geschichte
1808/10 wurde der Steuerdistrikt Lohma gebildet. Die politische Gemeinde wurde 1818 durch das Gemeindeedikt in Bayern errichtet. Am 1. Januar 1972 wurden im Rahmen der Gebietsreform in Bayern die Gemeinden Lohma und Miesbrunn sowie Teile der aufgelösten Gemeinden Bernrieth nach Pleystein eingegliedert. Am 1. Juli 1972 folgten Teile der ehemaligen Gemeinde Burkhardsrieth.
In dem Ort befinden sich die 1926 neu errichtete Dorfkapelle Lohma (Pleystein) sowie die auf das Mittelalter zurückgehende Alte Dorfkapelle Lohma (Pleystein).

## Verkehr
Der Bahnhof Lohma an der Bahnstrecke Neustadt (Waldnaab)–Eslarn ist stillgelegt.